# GSMA
Ассоциация GSM (обычно называемая «Ассоциация GSMA») — это торговая организация, которая представляет интересы операторов мобильной связи по всему миру. Около 800 операторов мобильной связи являются полными членами GSMA, и более 400 компаний являются ассоциированными членами. Ассоциация GSMA представляет интересы своих членов посредством отраслевых программ, рабочих групп и отраслевых информационно-пропагандистских инициатив. Она также организует конференции компаний мобильной индустрии, Всемирный конгресс ассоциации GSM, а также ряд других мероприятий.
Ассоциация GSMA имеет штаб-квартиру в Лондоне с региональными офисами в Атланте, Гонконге, Шанхае, Барселоне, Брюсселе, Бразилиа, Найроби и Нью-Дели.
Генеральным директором Ассоциации GSMA является Матс Гранрид.

## История

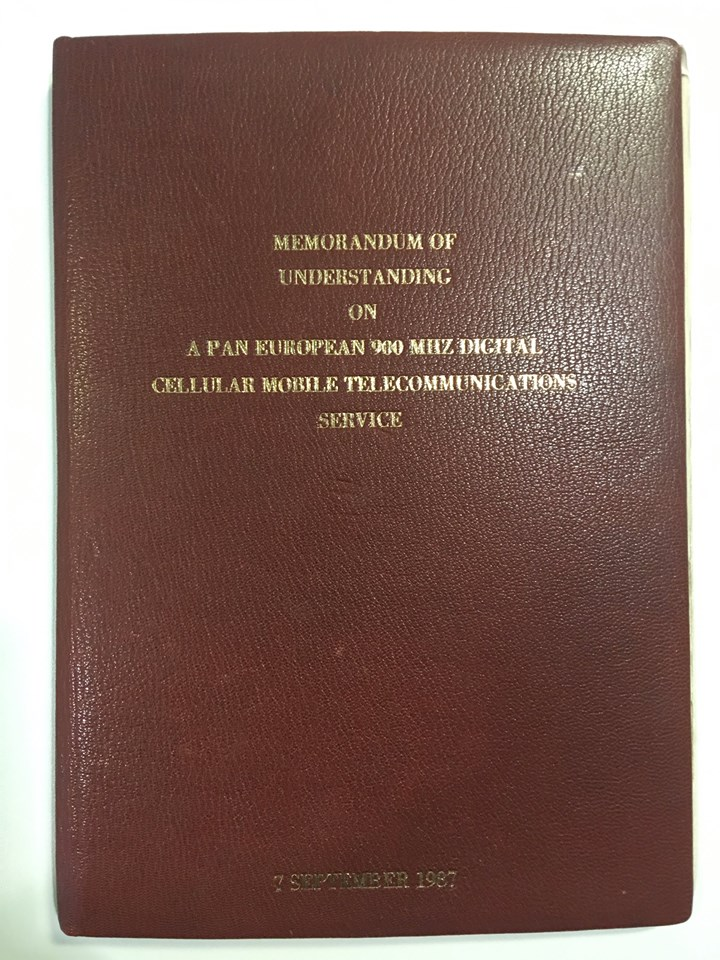
Оригинальный ГСМ МОУ документ: «общеевропейский стандарт 900 МГц цифровой сотовой мобильной телефонной связи» (от 7 сентября 1987 года)

Ассоциация GSMA была образована в 1995 году в качестве стандарта ассоциации в качестве органа по поддержке и продвижению мобильных операторов с помощью GSM мобильного стандарта. Она ведет свою историю к МОУ подписанного в 1987 году 13 операторами в 12 странах, которые привержены развертыванию GSM для мобильной связи.

## Членство и управление
Полноправное членство в ассоциации открыто для лицензированных операторов мобильной связи с использованием технологии GSM. Около 800 таких операторов по всему миру являются полными членами GSMA. Ассоциированное членство в ассоциации открыто для не операторских компаний, работающих в мобильной индустрии. Они включают производителей устройств, программного обеспечения, поставщиков оборудования и интернет-компании, а также организации в отраслях промышленности, таких как финансовые услуги, здравоохранение, СМИ, транспорт и коммунальные услуги. Насчитывается около 400 компаний-членов Ассоциации в этой категории.
Совет ассоциации GSM состоит из 25 представителей крупнейших мировых операторов и некоторых более мелких операторов и избирается раз в два года. Сунил Бхарти Миттал, основатель и председатель Бхарти предприятий, стал председателем GSMA в январе 2017 года и будет работать там два года.

## Программы и информационно-пропагандистская деятельность
Ассоциация GSMA управляет отраслевыми программами в сотрудничестве с ее членами с целью достижения масштаба и совместимости для новых мобильных технологий. Он имеет три активные программы: будущее сетей (продвижение стандартов, таких как РВС и Вольте), «идентити» и «интернет вещей».
Она также имеет такие отраслевые рабочие группы в таких областях, как роуминг и взаимосвязи, мошенничество и безопасность, и интеллектуальная собственность, а также различные профильные комитеты и группы.
GSMA представляет собой мобильную индустрию на встречах с представителями правительств и учреждений, где она выступает от имени своих членов. Его задачами в этой области является обеспечение для индустрии мобильной связи нормативно-правовой базы, чтобы диапазоны радиочастот для услуг мобильной связи были «своевременными и справедливыми»; и поощрять использование услуг мобильной связи на развивающихся рынках.
В рамках своей отрасли GSMA участвует в программах Организации Объединенных Наций для целей в области устойчивого развития.

## События
Ассоциация GSMA проводит мобильный Всемирный Конгресс. Это крупнейшая ежегодная выставка и конференция, посвященная мобильной индустрии, привлекшая более 108 000 посетителей в 2017 году. Впервые это мероприятие было проведено в 1987 году.
В 2006 году мероприятие проводилось в Барселоне и в настоящее время проводится в Фира Гран Виа и Фира Монжуик площадках. В 2016 году конгресс вошел в книгу рекордов Гинесса как самая большая углеродно-нейтральная выставка в мире.
В дополнение к мобильный Всемирному Конгресс, ассоциация GSMA проводит «Всемирный мобильный Конгрессе в Шанхае»; «Всемирный мобильный Конгресс США в Сан-Франциско» (начало 2017 года), а также мобильные региональные конференции.

## База КДЛ/ИМЭИ
Ассоциация GSMA-глобальный администратор Тип распределения код (ОДУ), которая используется для создания IMEI номера, что позволяет однозначно идентифицировать беспроводные устройства.
Он выделяет официального номер IMEI диапазоны для всех производителей 3GPP-совместимых устройств, и записывает эти диапазоны и устройство информационной модели в базу данных. Он предлагает устройство, чтобы посмотреть и идентификацировать сервисы на основе этой базы данных, что позволяет уполномоченным сторонним организациям определить производителя и модель мобильного устройства, используя код IMEI.

## Полные члены в России
- JSC Mobicom Volga (СМАРТС) — позже Мегафон
- LLC Ekaterinburg 2000 (Мотив)
- LLC T2 Mobile (Теле2)
- Megafon PJSC (Мегафон) (Компания была исключена из членства в 2022 году из-за вторжении России на Украину, но позже в этом же году членство было восстановлено[10])
- PJSC Mobile TeleSystems (MTS) (МТС)
- Vimpelcom PJSC (Билайн)
- ZAO Kodotel (Кодотел) — позже Теле2
- «TMT» LLC (Летай) — Таттелеком